# 移剌粘古
移剌粘古，又作曳剌粘古，契丹族，移剌氏（耶律氏），金朝末期大臣。
移剌粘古担任右宣徽提点近侍局事。天兴元年（1232年），蒙古帝国大军大举攻打金都汴京（今河南开封市）。金哀宗求和不成，想要起用白华为右司郎中，派移剌粘古去见白华问计，白华力主放弃汴京外走，被哀宗采纳。次年正月，蒙古攻卫州（今河南卫辉市）未下，移剌粘古随哀宗逃入归德府（今河南商丘市南）。不久后被派遣赴徐州（今江苏徐州市）查看地形，察仓库虚实。三月，汴京失陷。移剌粘古之兄移剌瑗为邓州节度使，建言哀宗赴邓州（今河南邓州市）。被金哀宗拒绝，于是和白华计划前去邓州，事发，被遣徐州。十月，以徐州归降蒙古。